# Lijst van Pseudogarypidae
De lijst van Pseudogarypidae bevat alle wetenschappelijk beschreven soorten bastaardschorpioenen uit de familie Pseudogarypidae.

## Neopseudogarypus
- Neopseudogarypus (J.C.H. Morris, 1948)
  - Neopseudogarypus scutellatus (J.C.H. Morris, 1948)

## Pseudogarypus
- Pseudogarypus (Ellingsen, 1909)
  - Pseudogarypus banksi (Jacot, 1938)
  - Pseudogarypus bicornis (Banks, 1895)
  - Pseudogarypus hesperus (J.C. Chamberlin, 1931)
  - Pseudogarypus hypogeus (Muchmore, 1981)
  - Pseudogarypus orpheus (Muchmore, 1981)
  - Pseudogarypus spelaeus (Benedict & Malcolm, 1978)